# Аламо (Невада)
Аламо (енгл. Alamo) насељено је место без административног статуса у америчкој савезној држави Невада.

## Демографија
По попису из 2010. године број становника је 1.080.
| Група             | 2000.    | 2010.       |
| Белци             | 0 (0,0%) | 974 (90,2%) |
| Афроамериканци    | 0 (0,0%) | 2 (0,2%)    |
| Азијати           | 0 (0,0%) | 5 (0,5%)    |
| Хиспаноамериканци | 0 (0,0%) | 60 (5,6%)   |
| Укупно            | 0        | 1.080       |